# بينيديتو كايرولي
بينيديتو كايرولي (بالإيطالية: Benedetto Cairoli)‏ سياسي إيطالي (28 يناير 1825 - 8 أغسطس 1889) تولى رئاسة الحكومة في مملكة إيطاليا مرتين:
- من 24 مارس إلى 19 ديسمبر 1878.
- من 14 يوليو 1879 إلى 29 مايو 1881.